# Scleria acanthocarpa
Scleria acanthocarpa är en halvgräsart som beskrevs av Johann Otto Boeckeler. Scleria acanthocarpa ingår i släktet Scleria och familjen halvgräs. Inga underarter finns listade i Catalogue of Life.